# Robinson Sipa
Robinson Sipa est un artiste compositeur interprète béninois. Il forme le groupe "La Panthère Noire" avec son frère jumeau(et ses amis) qui meurt de façon inattendue. Il est créateur du concept Soyoyo.

## Biographie
Membre fondateur du groupe « La panthère noire » avec ses frères et amis, Robinson Sipa est concepteur du « Soyoyo ».

## Discographie
Durant sa carrière artistique, Robinson Sipa exploite des thèmes voire des concepts à travers des faits de société pour éduquer, sensibiliser la population. Parmi ses chansons nous avons comme titres: KikiMoko, Un beau jour, Sandro, Baounbaloki, Sourou, Djoédo. 

## Hommage
Le 4 janvier 2019, au hall des arts de Cotonou, le ministre des sports béninois Oswald Homéky a rendu hommage à l'artiste leader du groupe « panthère noire » en lui offrant un disque d’or,.